# 県立戦隊アオモレンジャー
『県立戦隊アオモレンジャー』（けんりつせんたいアオモレンジャー）は、RAB青森放送ラジオのラジオ番組「金曜ワラッター!MOTE2大放送」及び「ワラッター!SUPER」にて放送されたラジオドラマシリーズ。

## 概要
1997年8月からファーストシリーズ全7話、外伝全10話、セカンドシリーズ全8話が放送された。1998年に地方民間放送共同制作協議会「ずらっと全国大走査線」最優秀賞、1999年に日本民間放送連盟賞ラジオ娯楽番組部門最優秀賞を受賞。ラジオドラマにとどまらず、様々なイベントでヒーローショーも行われた。登場人物や必殺技などの名称が、各都道県の地名や名産などにちなんだものとなっている。

## ストーリー
ファーストシリーズ
東京から故郷の弘前に帰り、父のリンゴ園を手伝っていた青年・津軽浩光。そのリンゴ園が、突如ナマハゲの大群に襲われた。息絶える間際の父から、青森県の危機と県立戦隊アオモレンジャーの存在を明かされ、また県立戦隊長官から、悪の組織・NOKIOの青森侵攻と自身がアオモレンジャーのリーダーであることを伝えられた浩光は、仲間と共にNOKIOに立ち向かうことを決意する。
外伝 青森の星☆シャシネンジャー
秋田新幹線こまちが暴走し、国道7号を北上し始めた。青森のタウン誌記者・古坂ひば夫と、名古屋から来た風来坊・小島海猫は、この暴走新幹線に轢かれそうになったお婆さんを助けようと飛び出し、命を落とす。その行動に感動したアオモリ星の警察官ワイ・ハーに命を与えられて生き返り、同時に変身能力を得た2人は、シャシネンジャー・ダイとシャシネンジャー・ショウとして青森の平和のために戦い始める（「しゃしねじゃ」とは「うるさいよ」といった意味の方言）。
セカンドシリーズ
アオモレンジャーに3人の新メンバーを迎えて3ヶ月、彼ら新隊員は毎日厳しい訓練に明け暮れていた。そんな中、JR八戸駅が納豆に占拠される。再びNOKIOが青森に侵攻して来たのだった。強大な敵、NOKIO関東連合との戦いが幕を開ける。

## 県立戦隊
青森県が有事に備え設立した県土防衛組織。本部基地は三内丸山遺跡の地下に建造されており、遺跡入り口付近のラーメン屋・はにわラーメンがその出入口となっている。本部及び各支部の精鋭5人で構成された、県立戦隊戦闘部隊がアオモレンジャーである。

### アオモレンジャー
リンゴレッド／津軽浩光 （声 - 夏目浩光）
アオモレンジャーのリーダー。津軽支部所属で、額のエンブレムはリンゴ。二つ名は「津軽の紅い流れ星」。必殺技は、毎秒100個という驚異のスピードで10万個のリンゴを敵に投げ付ける「リンゴ10万発」。新必殺技は、世界最大のリンゴである世界一を上空から敵に落とし続ける「世界一落とし」。
イカブルー
三八支部所属で、額のエンブレムはイカ。二つ名は「八戸の海の幸」「八戸の青い海綿体」。
初代 - 南部雄介 （声 - 秦雄介）
関西弁を話すが心は八戸。津軽嫌い。必殺技は、指先からイカスミを毎秒18リットル噴射する「イカスミシャワー」。啓美に思いを寄せていたが、ホッカイレンジャー戦で殉職。
二代 - 古坂ひば夫 （声 - 底ぬけAIR-LINE 古坂和仁）
元シャシネンジャー・ダイ。必殺技は「ニューイカスミシャワー」。新必殺技は、フライングボディプレスの様に敵を押し潰す「のしいかボディプレス」。イタコブラックの「イタコ口寄せ」によりジャイアントイカブルーとなる。
シャコイエロー
西北五支部所属で、額のエンブレムは遮光器土偶（シャコイエローの「シャコ」は甲殻類のシャコではなく遮光器土偶の「シャコ」）。二つ名は「木造の文化財」「木造の一人地吹雪体験ツアー」。
初代 - 木造啓太 （声 - 植田啓太）
必殺技は、風速50メートルの地吹雪を起こして敵を凍死させる「地吹雪ハリケーン」。ホッカイレンジャー戦の後、東京の大学に入るため上京した。
二代 - 小島海猫 （声 - 底ぬけAIR-LINE 小島忍）
元シャシネンジャー・ショウ。必殺技は「ニュー地吹雪ハリケーン」。新必殺技は、「ニュー地吹雪ハリケーン」で凍り付いた敵に対し張り手を毎秒100発喰らわせる「雪寄せアタック」。
ホタテピンク
青森本部所属で、額のエンブレムはホタテ。二つ名は「青森の貝柱」。各ロボットを呼び出す。
初代 - 善知鳥啓美 （声 - 田村啓美）
アオモレンジャーの実質的なリーダー。浩光のことが気になる様子。必殺技は、直径1メートルの巨大ホタテ貝をブーメランのように投げ付ける「ホタテブーメラン」。セカンドシリーズでは県立戦隊の現場監督／隊長。
二代 - 中山田薫 （声 - 亀井薫）
亀・亀吉が愛称。陸奥湾内で巨大ホタテ・しぇるのすけ（差し渡し50メートル・最大遊泳速度時速200キロメートル）を飼育している。必殺技は「ニューホタテブーメラン」。連続投げも可能。新必殺技は、取り出したホタテの貝殻を使って焼いた味噌で敵に10万杯のご飯を食べさせる「焼き味噌10万枚」。
イタコブラック／陸奥みき （声 - 中村美樹子）
下北支部所属で、額のエンブレムは人魂。二つ名は「下北の守護霊」。本業はイタコ。皆からはばさまと呼ばれ慕われている。必殺技は、敵の肉親の霊を呼び出し説教させる「イタコ説教」、死者の霊を呼び出し憑依させる「イタコ口寄せ」。新必殺技は、敵の先祖の霊を口寄せして叱ってもらう「口寄せ縛り」。

### その他の人物
八甲田和夫 （声 - 綱川和夫）
県立戦隊長官。普段ははにわラーメンのマスター。
八甲田久美 （声 - 今野久美）
長官の娘。長官秘書及びオペレーターを務める。普段ははにわラーメンの看板娘。
白神博士 （声 - 畑澤聖悟）
県立戦隊の兵器開発を担う正義のマッドサイエンティスト。八甲田長官とは旧知の仲。
津軽林吾 （声 - 伊奈かっぺい）
浩光の父で津軽支部の責任者。長官とは親友であり、浩光を県立戦隊に推薦していた。NOKIO秋田支部の怪人に襲われる中、浩光に県立戦隊について打ち明ける。青森県の未来を息子に託し絶命。
中山田典子 （声 - 畑澤典子）
薫の母。料理の腕を見込まれ、はにわラーメンの手伝いをしている。本人曰く、「アオモレンジャー6番目の戦士になるためにここで修行している」とのこと。愛県心の塊で、体格も威勢も良い。

### ロボット・兵器等
タムラマロ
ねぶた型巨大ロボット。ねぶたと同様、木や紙でできているため火や風雨に弱い。アスパムロボと合体し、スーパータムラマロとなる。剣に変形した青森ベイブリッジを武器とする「無敵剣オーロラベイブリッジ唐竹割り」が必殺技。
太宰ロボ
文学者型心中ロボット。敵ロボットに抱き付いて海に飛び込み爆発する「スーパー入水心中」が必殺技。ただし太宰ロボだけ生き残る。
グレートタムラマロ
普段は各支部に格納されている5機の活彩ファイターが飛来し、変形・合体して完成する巨大ロボット。やはり木や紙でできているため、弱点はタムラマロと同様。胸の青森県マークを、巨大なまさかり状の武器グレートトマホークに変形させて戦う。必殺技は「トマホーク薪割りクラッシュ」。
アワヤクィーン
ブルースの女王型ロボット。見た目が怖く、敵に強い威圧感を与える。歌声で敵を感動させ、戦意を削ぐ。飛行可能。
デッタラー
超巨大飛行戦闘母艦。極秘で開発されていた。小型機ウミネコ1号・2号を登載しているほか、潜水能力もある。
バズーカ
整備新幹線バズーカ：主力兵器。ファーストシリーズでは敵に届かなかったが、セカンドシリーズでは届いた。ただし戦場が八戸の場合に限るとのこと。
ワールドカップバズーカ2002：敵に当たらない。
文化観光立県宣言バズーカ：敵に命中するが単発のため後が続かない。
接岸拒否バリア
光の盾。青森県知事（声 - けんずろう）自ら考案。グレートタムラマロにも装備されている。放送当時の青森県知事、木村守男が、県の了承を得ないままむつ市関根浜港に入港した、低レベル放射性廃棄物運搬船の接岸を拒否した事件が元ネタとなっている。
アオモリウム光線
アオモレンジャー5人が青森の頭文字であるAの形を人文字で作り、その人文字全体から強力な光の束を照射する新必殺技。愛県心の力技である。
活彩プラズマコンバーターシステム
強力な愛県心を効率良く熱エネルギーに転換するシステム。白神博士と八甲田長官が開発した。このシステムによって転換された愛県心が、県立戦隊の基地施設や各ロボット、アオモレンジャースーツのパワーユニット等の動力となる。
愛県心
県を愛する心。太古の昔から、青森に生きる人々を育む大自然に対し、愛県心は強力なエネルギー波動となって直接影響を与えて来た。愛県心の消失は、それを動力とする県立戦隊の機能停止のみならず、青森の生命力の消失そのものをも意味する。青森県人の愛県心だけが強力である理由は不明。八甲田長官と白神博士は、NOKIOが青森を執拗に狙う理由がこの愛県心にあるのではないかと考えている。

## NOKIO
日本農林水産業の支配を目論む悪の秘密結社。全国に支部がある。豊かな農・水産物を狙って青森に侵攻。組織の全容等その一切が謎である。

### 東北・北海道地方
ナマハゲキング （声 - 畑澤聖悟）
秋田支部の怪人。浩光の父の仇。巨大化することができる。
わんこそば男 （声 - 伊奈かっぺい）
岩手支部の怪人。必殺技は、目にも留まらぬ速さでわんこを操り、相手にわんこそばを200杯食べさせ昏倒させる「わんこそば200」。文学者型ロボット・賢治ロボを操る。賢治ロボの必殺技は、銀河鉄道形態に変形しての「銀河鉄道アタック」。
フルーツ大王 （声 - 伊奈かっぺい）
山形支部の怪人。将棋の駒型巨大ロボット・王将ロボを操る。
会津磐梯山男 （声 - 伊奈かっぺい）
福島支部の怪人。白虎隊を操る。巨大化が可能。　
七夕爆弾
宮城支部が青森に向けて放った、七夕飾り型巨大自走爆弾。葉は仙台名物の笹かまぼこ。
道立戦隊ホッカイレンジャー
北海道支部の刺客。アオモレンジャーの抹殺を使命とする。北海道の名産で青森県民を洗脳し、愛県心を低下させる作戦を取った。クラークロボを操る。
毛ガニレッド （声 - 伊奈かっぺい）：必殺技は「カニミソシャワー」。
シャケシルバー （声 - 大友寿郎）：必殺技は「カンバックサーモンブレイク」。
マリモグリーン （声 - 麻生詩織）：必殺技は「マリモ百万発」。
ヒグマブラウン （声 - 青山良平）：必殺技は「木彫り熊クラッシュ」。
アバシリブルー （声 - 大竹辰也）：必殺技は「番外地ビーム」。

### 関東地方
エンノギョウザ （声 - 伊奈かっぺい）
栃木支部の怪人。耳が餃子で山伏の風体をしている。日本一の田舎である青森県を日本地図から抹消するため、茨城支部のナットウ、群馬支部の全長100メートルを超える巨大カイコ・シューちゃんと共に、トリオ・ザ・北関東として青森に攻め込む。必殺技は「ラー油ボンバー」「ギョウザミサイル」。
ネズミーマウス （声 - 原口大平）
千葉支部の怪人。可愛い姿に似合わず傲慢で狡猾。県内の主要幹線道路にネズミーパレードを出現させ、群がる県民をハーメルンの笛吹きが如く連れ去り、諸共に海や湖へ飛び込ませた。また八甲田山に「東京ホワイトアウトマウンテン」、恐山に「東京ゴーストマンション」、市浦村に「東京の海賊」、岩木山に「東京トンデレラ城」、三厩村に「東京ネズミーシー」等、県全域に数々のアトラクションを建設し、東京ネズミーランド青森として青森の東京化を企図。奥の手は、ランプを擦ると出て来る巨人・ランプの精。
太陽族男 （声 - 原口大平）
神奈川支部の怪人。神奈川と同じ本州で、田舎者が呼吸しているのが気に食わない。青森に興味はなく、江戸っ子男が拘る理由も理解できないが、付き合いで青森に侵攻。黒船4隻の「不眠合体」で完成する、アメリカ人型巨大ロボット・ペリーロボ（必殺技は「国書提出ミサイル」）のほか、巨大津波に乗って現れ、津波による甚大な被害をもたらすサーファーの大群を操る。中山田母をさらった。最後の手段は大仏様。ただし、何百年も座っていたため足が痺れてうまく歩けない。
ネギ男 （声 - 青山英次）
埼玉支部の怪人。関東連合のNo.2だが実力は伴っていない。江戸っ子男の腰巾着。
江戸っ子男 （声 - 伊奈かっぺい）
東京支部の怪人。関東連合のリーダー。愛県心を中和する新兵器イナカクリーナーDで青森の一掃を図る。一夜にして人々を一文無しにしてしまう「江戸っ子は宵越しの銭は持たない攻撃」や、人々を喧嘩させ火災をも引き起こす「火事と喧嘩は江戸の華攻撃」などを始めとする数々の必殺技を持つだけでなく、摩天楼ロボ（東京タワー・サンシャイン60・都庁が変形・合体）、元祖新幹線ロボ（東京駅・池袋駅・上野駅が変形・合体）、東京ドームロボ（東京ドームに亀のように頭・手・足が生える）の三体の巨大ロボットを操る最強の敵。

## スタッフ
- 制作・編集 - 小山田文泰・井畑康明
- 制作補 - 田澤斉
- ミキサー - 山本鷹賀春
- 音楽 - 盛隆
- 原案・脚本・美術 - RED（今野仁）
- 原作・脚本・演出 - 畑澤聖悟
- 企画・製作 - 青森放送株式会社

## 主題歌
- 『県立戦隊アオモレンジャー』（作詞 - 畑澤聖悟／作曲・編曲 - 盛隆／歌 - 畑澤セイゴ）
  - セカンドシーズンではミレニアムエディションとなっているほか、同第6話では演歌バージョン『あおも演歌』（歌 - 秋山博子）が使用された。

## サブタイトル
ファーストシリーズ
1. アオモレンジャー誕生! 陸奥湾に吠えるナマハゲ
2. 蕪島わんこそば対決! 逆襲の銀河鉄道
3. フルーツ王国の野望! 逆転のジングルベル
4. 東北を制覇する日! さらばイカブルー
5. 青森県最大の危機! ホッカイレンジャー登場
6. 捨て身の愛県心! 決戦のスタジアム
7. アオモレンジャー万歳! 青森県黄金の夜明け

外伝 青森の星☆シャシネンジャー
1. 新幹線が来たぞ
2. 自由な女神の逆襲
3. 買物天国 駅から1分
4. 雪道注意 冬のねぶた
5. 背水の世界遺産 シャシネンジャーvsアオモレンジャー
6. 大間越 特大の夕日
7. 激闘のスタジアム ジョーモンズ対シャシネーズ
8. 刻印された過去 15回裏のカタストロフ
9. シャシネンジャー最後の戦い 天駆ける霊峰岩木
10. さらばシャシネンジャー 成層圏から愛をこめて

セカンドシリーズ
1. 復活アオモレンジャー ねばる八戸駅・前編
2. 復活アオモレンジャー ねばる八戸駅・後編
3. みんな大好き 戦慄のネズミーパレード
4. 亡国のアミューズメントパーク 東京ネズミーランド
5. サーフィンin青森市 新町通りに夕日が沈む
6. 震える大地 響け! 魂の歌声
7. アオモレンジャー解散!? 狙われた愛県心
8. 大団円! 嗚呼、華の都は遠くにありて